# Preis (Gewinn)

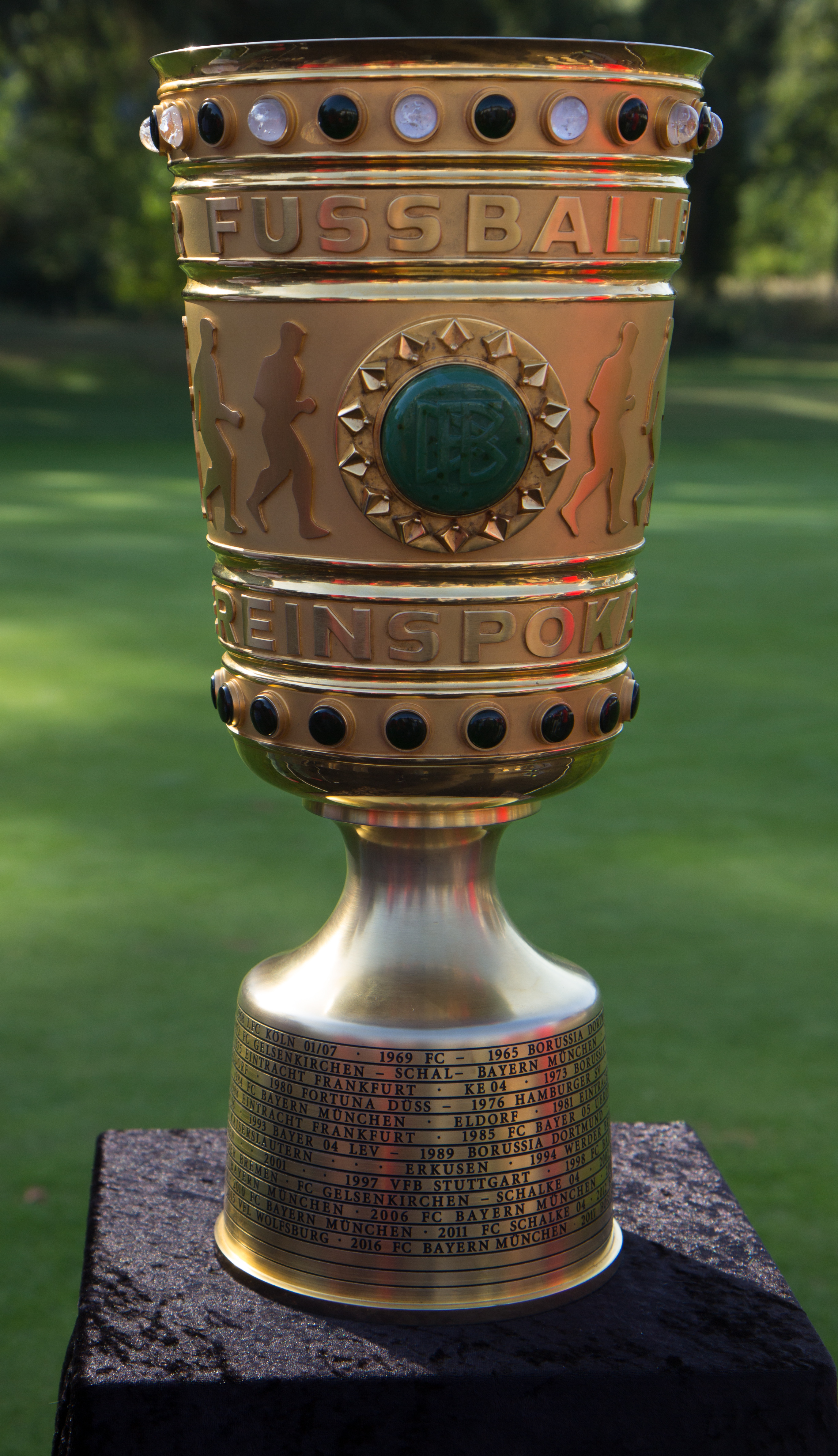
DFB-Pokal

Ein Preis ist im Sport, in der Unterhaltungsindustrie oder Wirtschaft eine für den Sieg vergebene oder als Gewinn ausgeschüttete Belohnung oder Auszeichnung.

## Allgemeines
Das Wort „Preis“ hat in diesem Kontext einen anderen Begriffsinhalt als der Preis oder Marktpreis, dem Tauschwert für Güter und Dienstleistungen. Dem verliehenen Preis ist keine unmittelbare Gegenleistung des Preis-Empfängers vorausgegangen, es sei denn, es handelt sich um eine Auslobung nach § 657 BGB oder Gewinnspiele gemäß § 763 BGB.
Preise sind Ehrerweisungen und werden oft in einzelnen Fachgebieten vergeben wie in der Forschung (Forschungspreise), Kultur (Kulturpreise; Filmpreise, Musikpreise), Kunst (Kunstpreise), Literatur (Literaturpreise), Umwelt (Umweltpreise) oder Wissenschaft (Wissenschaftspreise).
Einige Wettbewerbe tragen das Wort „Preis“ im Titel wie der Große Preis von Europa (Formel I), Preis von Europa oder der Prix de l’Arc de Triomphe (beides Galopprennen).

## Arten
Man unterscheidet folgende Preise:
- Preise für einen Sieg gibt es insbesondere im sportlichen Wettkampf. Hier werden den Siegern Medaillen (Gold-, Silber- und Bronzemedaillen), Pokale oder Sportabzeichen verliehen oder übergeben.
- Preise mit finanziellem Spieleinsatz (Glücksspiele)[2] sind:
  - Bei Gewinnspielen (wie Lotto) hängt der Gewinn vom Zufall ab, etwa der Ziehung der Lottozahlen. Wer die gezogenen Zahlen vorausgesehen hat (umgangssprachlich „getippt“ hat), ist der Gewinner. Lotterien haben Gewinne in Geld, Ausspielungen in Sachpreisen (§ 763 BGB) zur Folge.
  - Bei Sportwetten (wie Toto, Pferdewetten)[3] hängt der Gewinn davon ab, wer in einer Sportveranstaltung (Fußball beim Toto, Pferderennen bei der Pferdewette) Sieger war.
- Das Preisausschreiben ist eine ohne finanziellen Einsatz stattfindende Sonderform der Auslobung, die „eine Preisbewerbung zum Inhalt hat“ (§ 661 BGB) und der Gewinner aufgrund seiner Kenntnisse und Fertigkeiten durch das Preisgericht ermittelt wird.

Pokale/Trophäen sind künstlerisch gestaltete Becher, Kelche oder Schalen aus Edelmetall, Glas oder Kristall.

## Berühmte Sportwettbewerbe

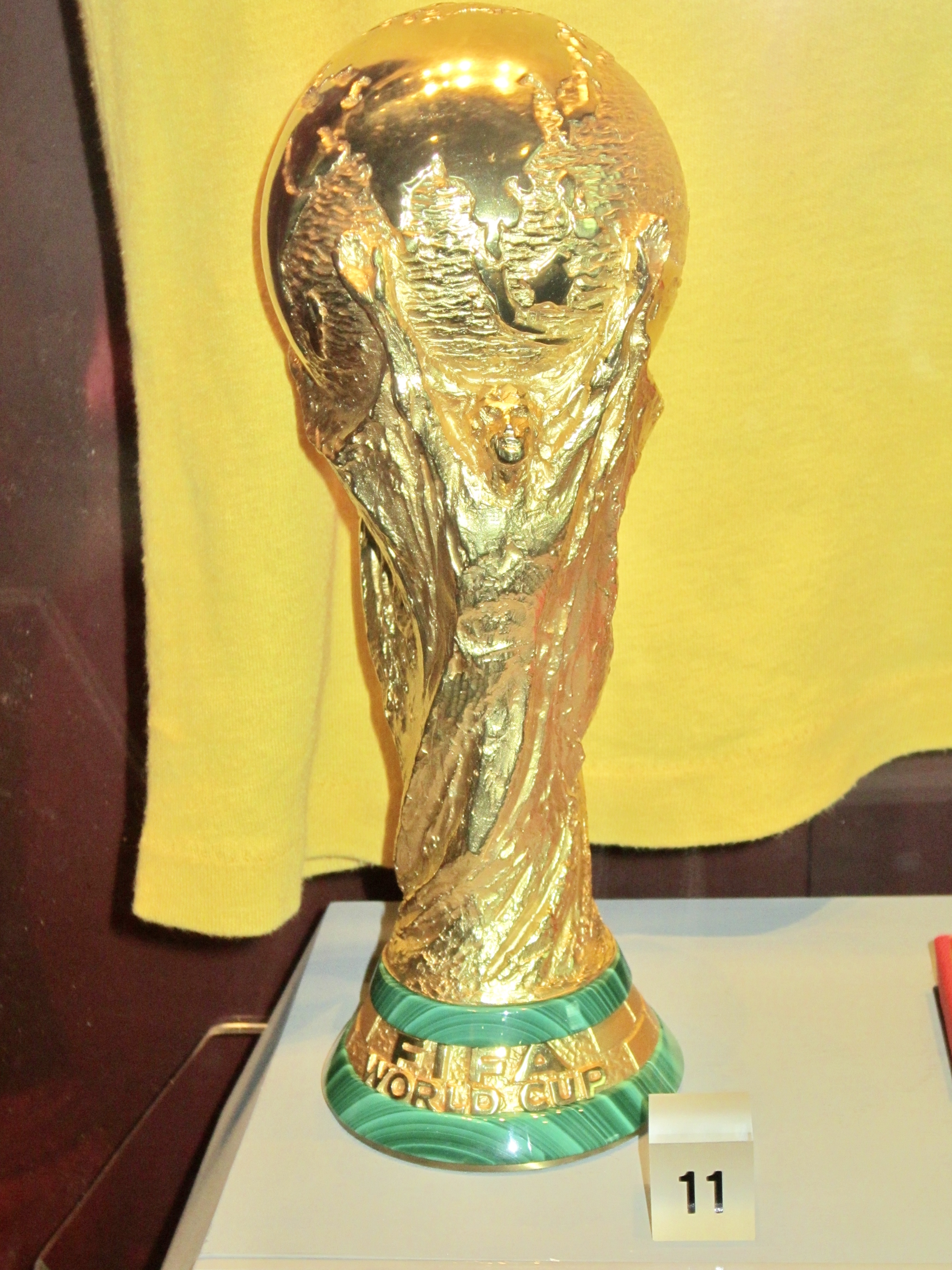
FIFA-Weltcup (Replik)

Berühmte Sport-Wettbewerbe sind insbesondere:
| Sportart       | Region                  | Wettkampf | Titel                                                              | Preis                  |
| -------------- | ----------------------- | --- | ------------------------------------------------------------------ | ---------------------- |
| Boxen          | Welt Europa Deutschland | Boxweltmeisterschaften Boxeuropameisterschaften Box-Bundesliga                                                  | Boxweltmeister Boxeuropameister Deutscher Meister                  | Boxgürtel, Siegerkranz |
| Formelsport    | Welt Europa Deutschland | Formel-1-Weltmeisterschaft Großer Preis von Europa Großer Preis von Deutschland                                 | Formel-1-Weltmeister                                               | Pokal                  |
| Fußball        | Welt Europa Deutschland | Fußball-Weltmeisterschaft Fußball-Europameisterschaft Deutsche Fußballmeisterschaft                             | Fußball-Weltmeister Fußball-Europameister Deutscher Fußballmeister | Pokal                  |
| Leichtathletik | Welt Europa Deutschland | Leichtathletik-Weltmeisterschaften Leichtathletik-Europameisterschaften Deutsche Leichtathletik-Meisterschaften | Weltmeister Europameister Deutscher Meister                        | Medaille               |

Für die Ausrichtung von Meisterschaften sind die zuständigen Sportverbände der Region verantwortlich, beispielsweise der Deutsche Fußball-Bund für die in Deutschland ausgerichteten Welt- oder Europameisterschaften.

## Preise bei Großveranstaltungen

Horst Burbulla mit dem Oscar (2005)

Einige weltweit bekannte Preise bei Großveranstaltungen:
| Staat                      | Veranstalter | Unterhaltungsindustrie                                     | Preis                                                       |
| -------------------------- | --- | ---------------------------------------------------------- | ----------------------------------------------------------- |
| Vereinigte Staaten         | Academy Award Emmy Award Grammy Award Tony Award                                                                 | Filmindustrie Fernsehen Musikindustrie Theater und Musical | Oscar Emmy Grammy Tony                                      |
| Europa und weitere Staaten | Eurovision Song Contest                                                                                          | Musikindustrie                                             | Trophäe                                                     |
| Deutschland                | Internationale Filmfestspiele Berlin Bambi-Verleihung Deutscher Filmpreis Deutscher Fernsehpreis Grimme-Institut | Filmindustrie Medien- und Fernsehpreis Fernsehprogramm     | Goldener Bär Bambi Lola Deutscher Fernsehpreis Grimme-Preis |
| Frankreich                 | Internationale Filmfestspiele von Cannes                                                                         | Filmindustrie                                              | Goldene Palme                                               |
| Italien                    | Internationale Filmfestspiele von Venedig                                                                        | Filmindustrie                                              | Goldener Löwe                                               |
| Schweden                   | Schwedische Akademie der Wissenschaften                                                                          | Wissenschaftspreis                                         | Nobelpreis                                                  |
| Vereinigtes Königreich     | Ivor Novello Award                                                                                               | Musikindustrie                                             | Trophäe                                                     |

In der Filmwirtschaft gibt es obige Filmpreise, in der Musikwirtschaft Musikpreise.

## Preis als Auszeichnung

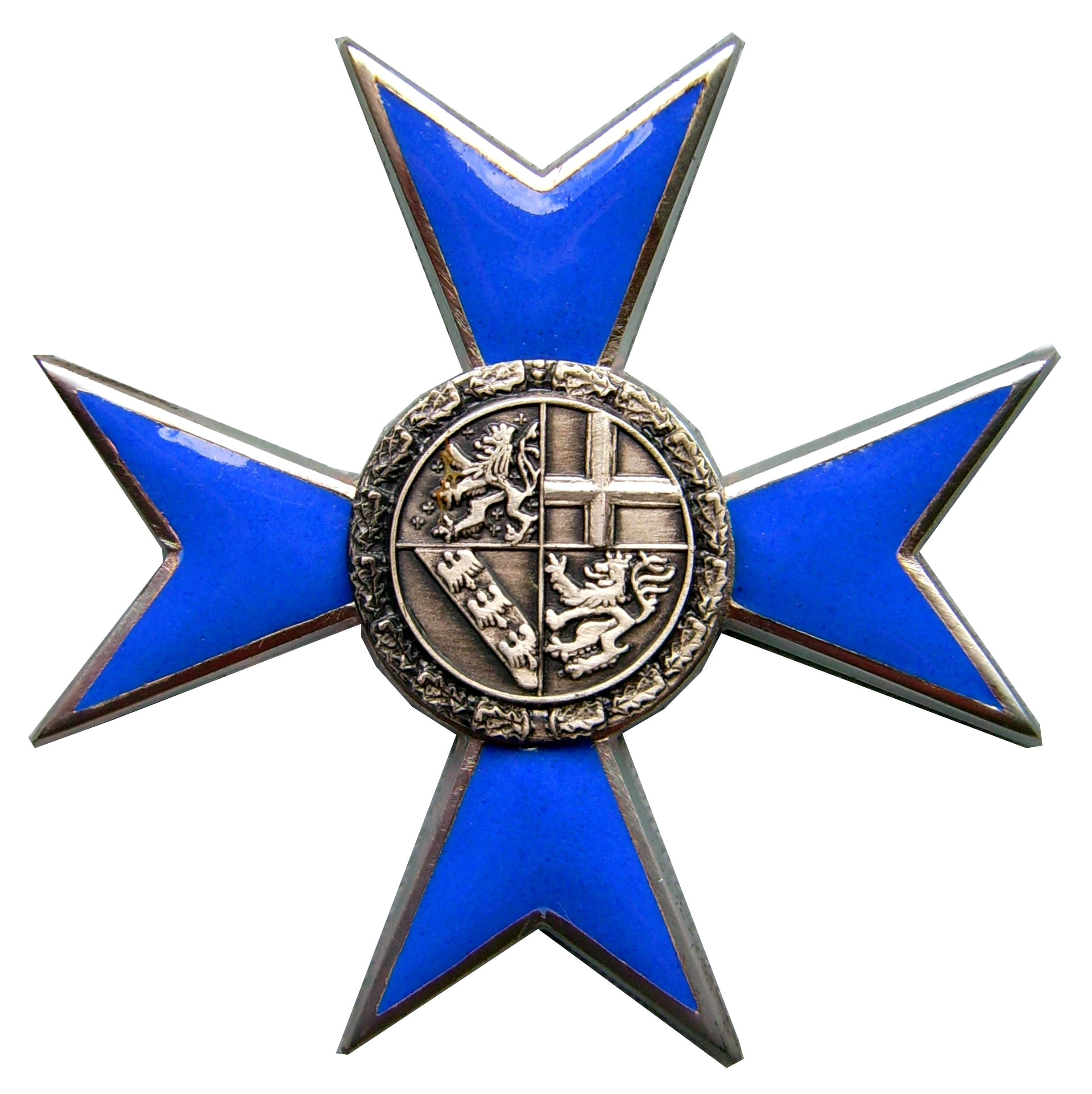
Saarländischer Verdienstorden

Nach einer Auszeichnung können die Ausgezeichneten als Preis ein Abzeichen (z. B. Sportabzeichen, Verdienstorden der Bundesrepublik Deutschland), eine Medaille, einen Pokal, eine Urkunde oder einen sonstigen Gegenstand (Filmpreise wie den Oscar, sportliche Auszeichnungen wie Medaillen, Pokale, Siegesprämien etc.) erhalten. In der Regel werden solche Preise durch eine Gemeinschaft verliehen, z. B. ein Komitee oder eine Jury. Der Preis gründet auf einer Leistung, nicht auf Zufall. Es gibt in der Regel keine Vertragspflichten.
Ein Preis kann mit einem Preisgeld verbunden sein, dieses wird auch „Dotierung“ genannt wie etwa der Deutsche Buchpreis. Die ausgezeichnete Person bezeichnet man als „Preisträger“.
Staatliche Preise werden zumeist von einem Amtsträger ausgehändigt, der Verleiher ist oft nicht (mehr) mit dem Stifter identisch. So ist Alfred Nobel, der den Nobelpreis gestiftet hat, längst verstorben. Seine Nobelpreise werden durch das Nobelpreiskomitee verliehen.

## Sonstiges
Häufig werden Preise bei erfolgreichen Wettbewerben, Quizzen, Gewinnspielen oder Glücksspielen ausgegeben. Teilweise ist für einen Preis zuvor ein Wetteinsatz erforderlich, z. B. beim Lotto. Die Person, die den Preis erhält, wird als „Gewinner“ bezeichnet.
Ein Preis ist ein aufgrund einer Wette ausgegebener oder zumindest in Aussicht gestellter Gewinn von Preisgeld oder geldwerten Vorteilen (z. B. Dienstleistungen) aufgrund eines Zufalls oder aufgrund einer erbrachten Leistung. Der Preis kommt durch Vertragsabschluss zustande, er steht in der Regel von vornherein fest. Oft wird in einer Klausel auch der Zeitpunkt der Übergabe bestimmt.
Gewinne aufgrund einer Gewinnzusage sind gemäß § 661a BGB einklagbar; die Nichtausgabe des Gewinns bestimmt sich nach den §§ 241 ff. BGB, sofern das Spiel oder der Gewinn nicht sittenwidrig ist.
In Österreich wird die nicht an bestimmte Personen gerichtete Zusage einer Belohnung für eine Leistung oder einen Erfolg (Auslobung) durch die öffentliche Bekanntmachung gemäß § 860 ABGB verbindlich. Eine Auslobung, die eine Preisbewerbung zum Gegenstand hat, ist nur gültig, wenn in der Bekanntmachung eine Frist für die Bewerbung bestimmt ist. Auch in der Schweiz ist der Veranstalter beim Preisausschreiben an sein Preisversprechen gebunden (Art. 8 Abs. 1 OR).